# Rio Bassac
O rio Bassac (também chamado de Tonle Bassac) é um distributário do lago Tonle Sap e rio Mekong, no Camboja. O rio começa em Phnom Penh, capital cambojana, e flui para o sul, atravessando a fronteira com o Vietnã, perto de Châu Đốc.
No Vietnã, é conhecido como rio Hau (Sông Hau ou Hau Giang em vietnamita).
O rio Bassac é um importante corredor de transporte entre Camboja e Vietnã. Duas pontes atravessam o rio Bassac: a Ponte Monivong, em Phnom Penh, e a ponte Thơ em Can Tho, no Vietnã.